# Here, My Dear
Here, My Dear är ett musikalbum av Marvin Gaye, ursprungligen släppt som dubbel-LP den 15 december 1978. Albumet spelades in från 1976 och framåt och innehöll några av Gayes mest personliga texter, främst om hans trassliga och kraschade första äktenskap med Anna Gordy. Men den handlar också mycket om hans egna tillkortakommanden. Skivan blev jämfört med hans tidigare skivor ingen kommersiell framgång när den släpptes, men den har under senare år i skuggan av album som What's Going On och Let's Get It On setts som ett av hans bättre album. "A Funky Space Reincarnation" släpptes som singel och blev skivans hit. Magasinet Rolling Stone listade albumet som #462 på sin lista The 500 Greatest Albums of All Time.

## Låtlista
(låtar utan upphovsman skrivna av Marvin Gaye)
1. "Here, My Dear"  – 2:48
2. "I Met a Little Girl"  – 5:03
3. "When Did You Stop Loving Me, When Did I Stop Loving You"  – 6:17
4. "Anger" (Delta Ashby, Gaye) – 4:04
5. "Is That Enough"  – 7:47
6. "Everybody Needs Love" (Ed Townsend, Gaye) – 5:48
7. "Time to Get It Together"  – 3:55
8. "Sparrow" (Townsend, Gaye) – 6:12
9. "Anna's Song"  – 5:56
10. "When Did You Stop Loving Me, When Did I Stop Loving You (Instrumental)"  – 6:03
11. "A Funky Space Reincarnation"  – 8:18
12. "You Can Leave, But It's Going to Cost You"  – 5:32
13. "Falling in Love Again"  – 4:39
14. "When Did You Stop Loving Me, When Did I Stop Loving You (Reprise)"  – 0:47

## Listplaceringar
- Billboard 200, USA: #26[1]